# Dicasterión
El dicasterión (griego antiguo δικαστήριον) era un «tribunal del pueblo» de Atenas en la antigua Grecia, que efectuaba una especie de control judicial de los decretos votados por la Asamblea ateniense (Ekklesía), procedimiento conocido con el nombre de graphē paranómōn (griego antiguo: ἡ γραφή παρά νόμων).
Igual que la Asamblea, estaba compuesto de ciudadanos ordinarios. Sin embargo, difería de la anterior mediante la imposición de un debate contradictorio, del acusador argumentando en contra del decreto, mientras que el que lo había propuesto lo defendía. A diferencia de la Asamblea, los ciudadanos no deliberaban entre ellos: escuchaban a los oradores, y después emitían su voto en secreto.
Quien había propuesto el decreto podía ser condenado, por lo general a una multa, teniendo en cuenta que había ido «en contra de la ley» (para nómōn).